# Gilles Lebreton

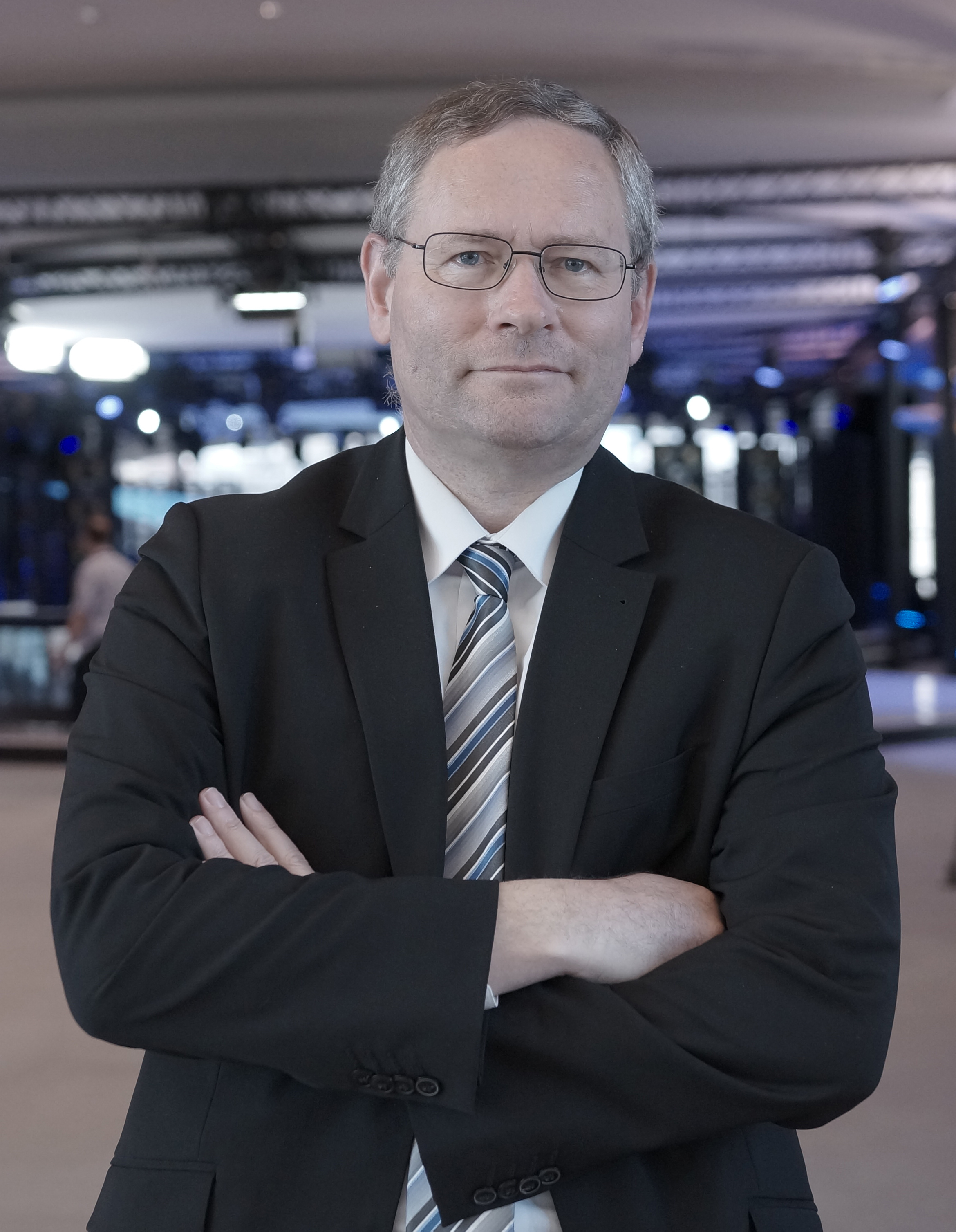
Gilles Lebreton (2015)

Gilles Lebreton (* 11. Oktober 1958 in Brest) ist ein französischer Rechtswissenschaftler und Politiker des Rassemblement National.

## Leben
Lebreton studierte Philosophie an der Universität Paris IV (Promotion 1987; Doktormutter Janine Chanteur) und Öffentliches Recht an der Universität Paris II (Promotion 1988). 1990 erhielt er die Lehrbefähigung (Agrégation) für Rechtswissenschaften und wurde anschließend auf einen Lehrstuhl für Öffentliches Recht an der Universität Le Havre berufen. Von 1995 bis 2000 war er Dekan, von 1995 bis 2012 Mitglied des Verwaltungsrats der Universität. Er verfasste Lehrbücher über allgemeines Verwaltungsrecht (Droit administratif général) sowie Freiheits- und Menschenrechte (Libertés publiques et droits de l’Homme).
Er begann seine politische Karriere im Jahr 2000 bei der nationalkonservativen Partei Rassemblement pour la France. Bei der Präsidentschaftswahl 2002 unterstützte er Jean-Pierre Chevènement, wobei er dessen souveränistische Ideen lobte, aber darüber enttäuscht war, dass er an zu vielen Ideen der politischen Linken festhielt. Seit deren Gründung im Jahr 2012 war er Mitglied der Partei Souveraineté, Indépendance et Libertés (SIEL) und ab 2013 deren stellvertretender Vorsitzender.
Die SIEL war bei der Europawahl im Mai 2014 Partner des Wahlbündnisses Rassemblement bleu Marine unter Führung der rechtsextremen Front National und Marine Le Pens. Auf deren Liste wurde Lebreton als Vertreter des Wahlkreises Westfrankreich ins Europäische Parlament gewählt. Noch 2008 hatte Lebreton die Front National wegen ihrer Bezugnahmen auf das Denken Carl Schmitts kritisiert, das er als freiheitsfeindlich ablehnt. Nun erklärte er jedoch, die Front National hätte sich „spektakulär“ gewandelt. Im November 2014 verließ er SIEL und trat der Front National bei. Bis Juni 2015 war er fraktionslos, anschließend Mitglied der Fraktion Europa der Nationen und der Freiheit (ENF). Im Europäischen Parlament ist er Mitglied im Rechtsausschuss und in der Delegation für die Beziehungen zu den Maghreb-Ländern und der Union des Arabischen Maghreb. Im Februar 2018 wurde er zum Delegationschef der Front National (im Juni 2018 umbenannt in Rassemblement National) im EU-Parlament ernannt.
Seit seiner Wiederwahl 2019 sitzt er in der Fraktion Identität und Demokratie (ID). Zusätzlich zu den bisherigen Ausschuss- und Delegationsmitgliedschaften gehört er seither dem Ausschuss für Landwirtschaft und ländliche Entwicklung an.

## Veröffentlichungen (Auswahl)
- Libertés publiques et droits de l’Homme. 8. Auflage, Sirey, Paris 2008.
- Droit administratif général. 10. Auflage, Dalloz, Paris 2019.